# Stomp vlotgras
Stomp vlotgras of geplooid vlotgras (Glyceria notata, synoniem: Glyceria plicata) is een overblijvende plant die behoort tot de grassenfamilie (Poaceae). De plant komt van nature voor in Europa, Zuidwest-Azië en Noordwest-Afrika. Stomp vlotgras staat op de Nederlandse Rode lijst van planten als algemeen voorkomend en stabiel of toegenomen. Het aantal chromosomen 2n = 40.
De plant wordt 30 - 75 cm hoog en heeft een kruipende wortelstok. De opgerichte stengels zijn aan de voet geknikt of gekromd en wortelen op de knopen. Als ze in het water staan drijven ze soms. Het groene, 5 - 30 cm lange en 3 - 11 mm brede blad heeft een versmalde punt. De bladscheden zijn glad tot vaak ruw. Het tongetje is 2 - 8 mm lang.
Stomp vlotgras bloeit van mei tot in september met een 10 - 45 cm lange pluim. Per knoop staan er 2 - 5, tot 12 cm lange takken. De takken bevatten 5 - 15 aartjes. De vrij dichtbloemige aartjes zijn 10 -25 mm lang en 1,5 - 3 mm breed en bevatten 7 - 16 bloemen. De kelkkafjes zijn stomp tot rond. Het onderste kelkkafje is 1 - 2,5 mm lang en het bovenste 2,5 - 4,5 mm. Het onderste, 3,5 - 5 mm lange kroonkafje van de onderste bloemen is aan de top gaafrandig tot gegolfd. Ze zijn aan de top rondom vliezig gerand. De middennerf eindigt meestal op 0,2 - 0,4 mm onder de top. De bovenste kroonkafjes zijn iets korter of iets langer dan de bovenste kroonkafjes. Het bovenste kroonkafje van de onderste bloemen heeft twee ongeveer 0,2 mm lange tanden, die niet boven de rand van het bovenste kroonkafje uitsteken, dit in tegenstelling tot getand vlotgras. De 0,7 - 1,5  mm lange helmknoppen zijn meestal geel, maar soms ook paars.
De vrucht is een 1,5 - 3,5 mm lange en 1,3 mm brede graanvrucht.
Stomp vlotgras komt voor langs waterkanten, op natte plekken in weiland, moerassen, zeeduinen en aan de voet van dijken.

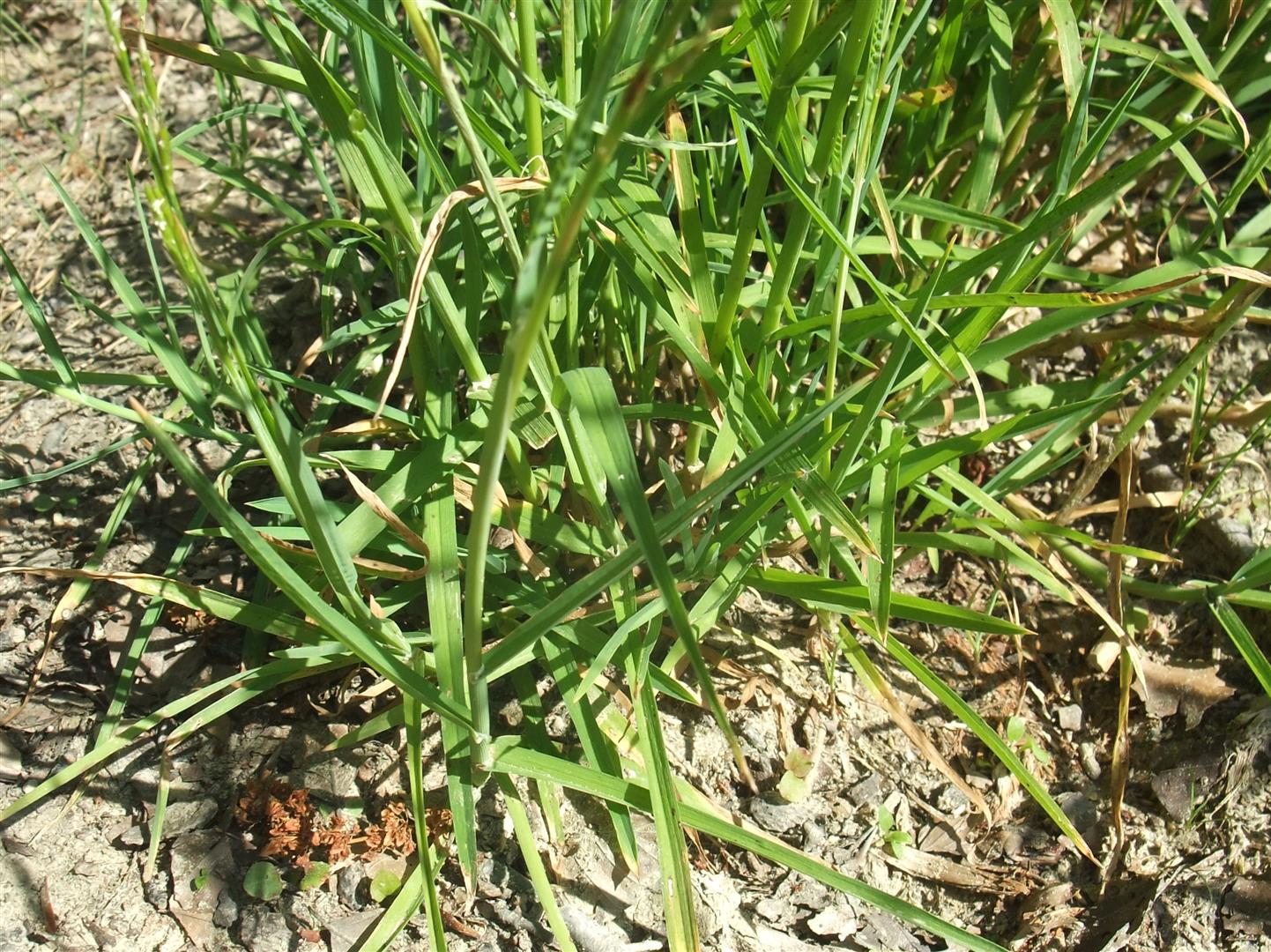
Planten
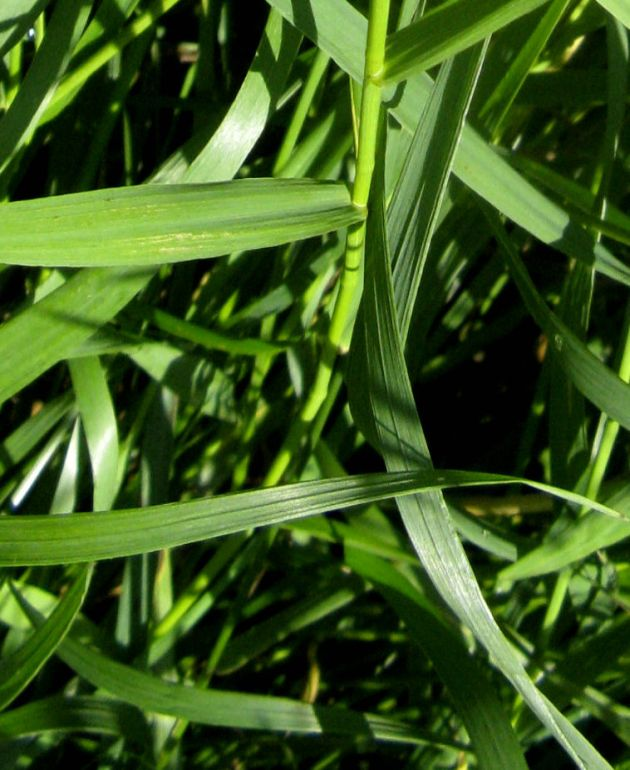
Bladeren
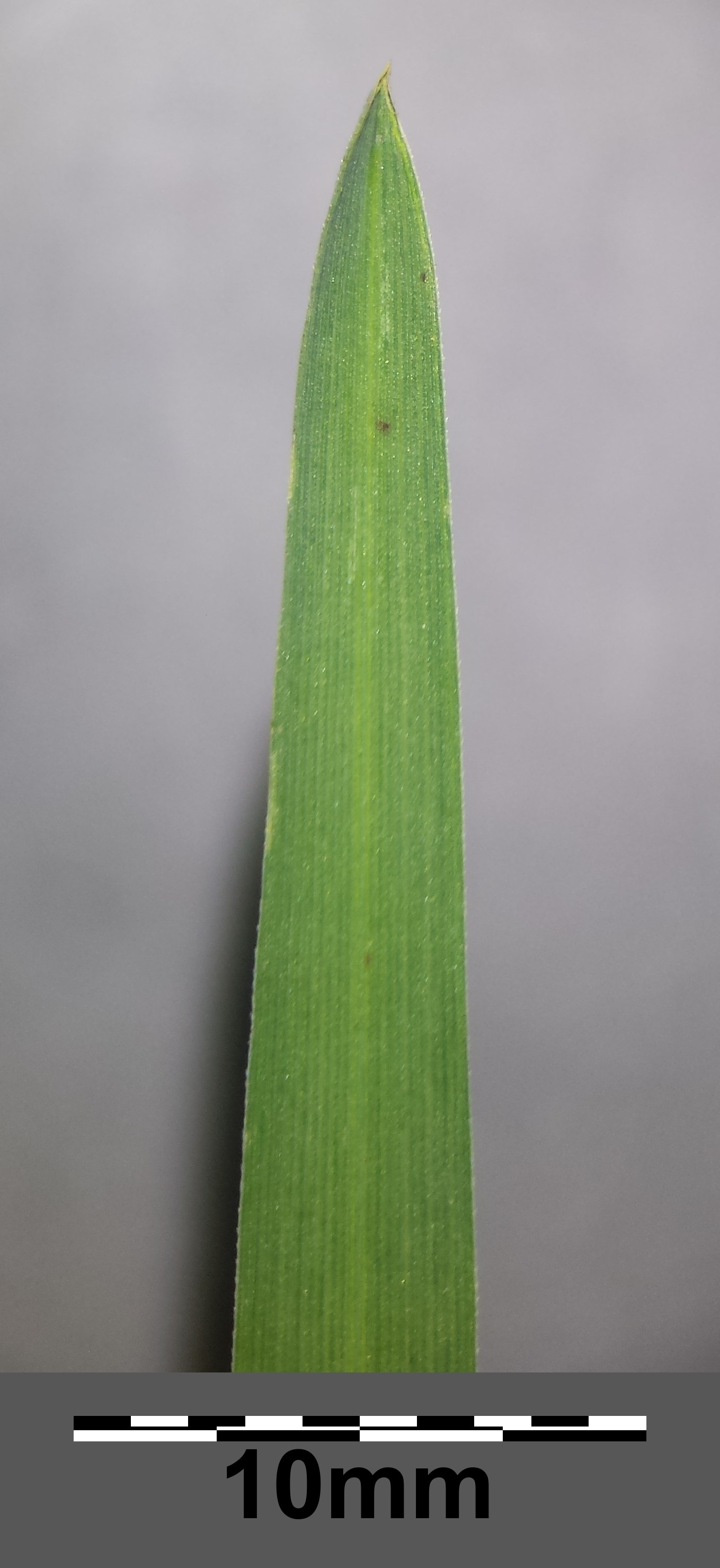
Bladtop
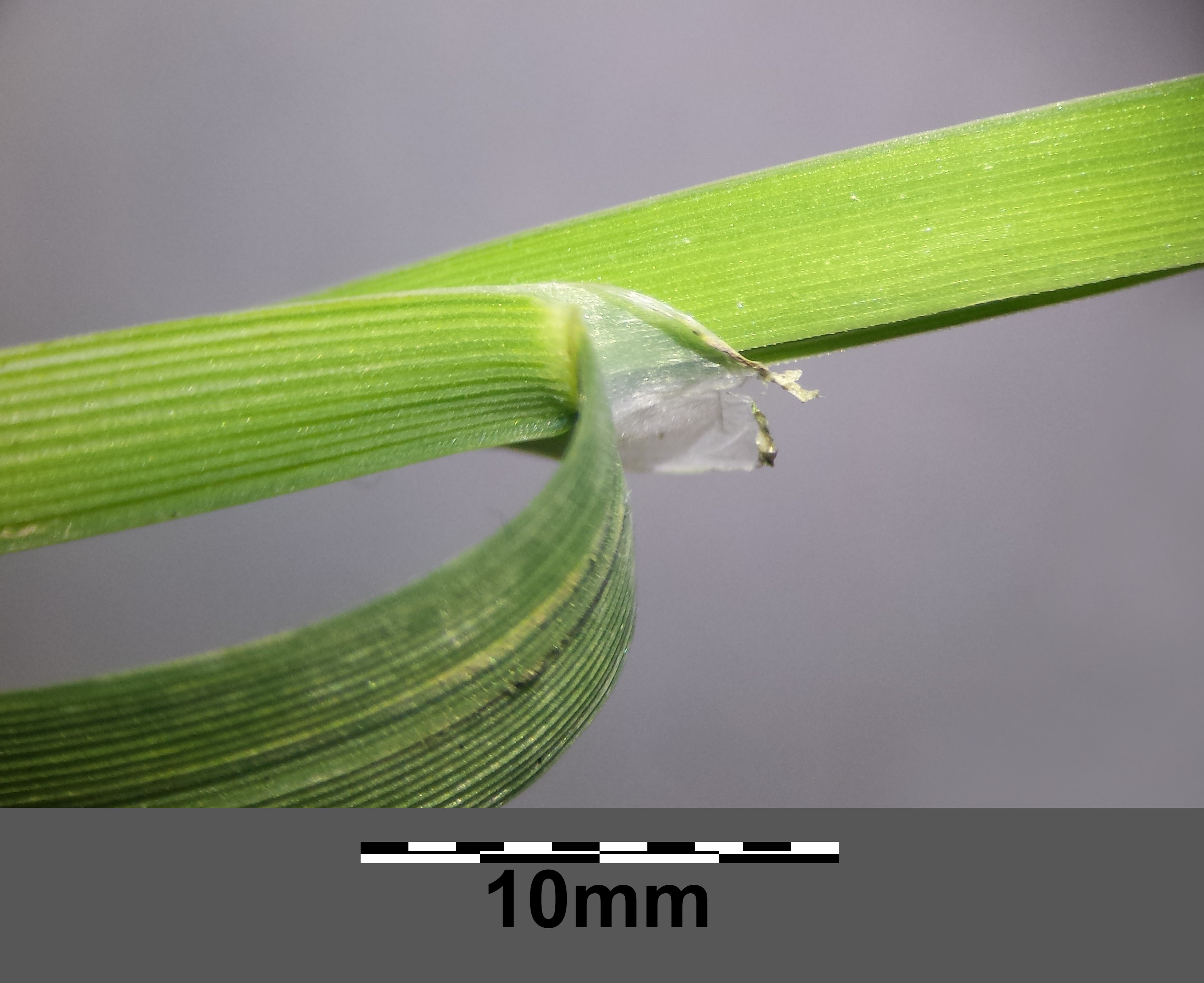
Tongetje
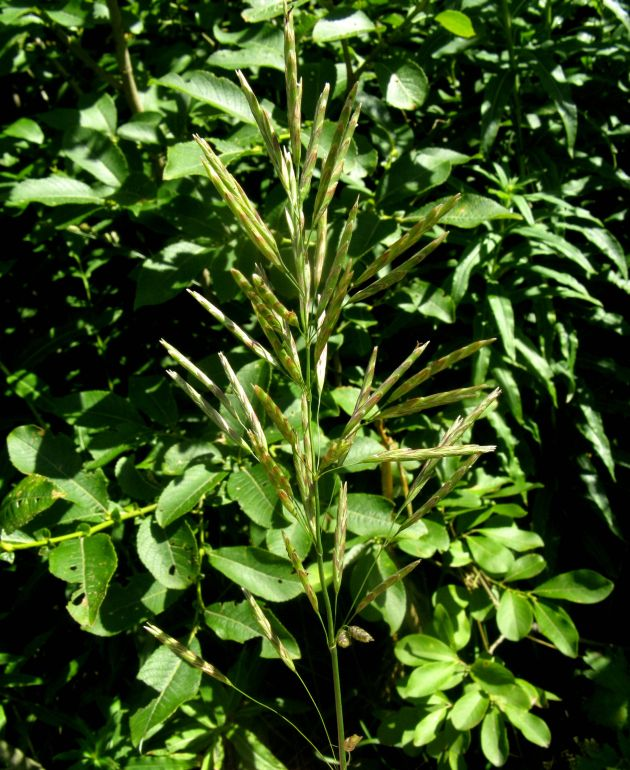
Bloeiwijze
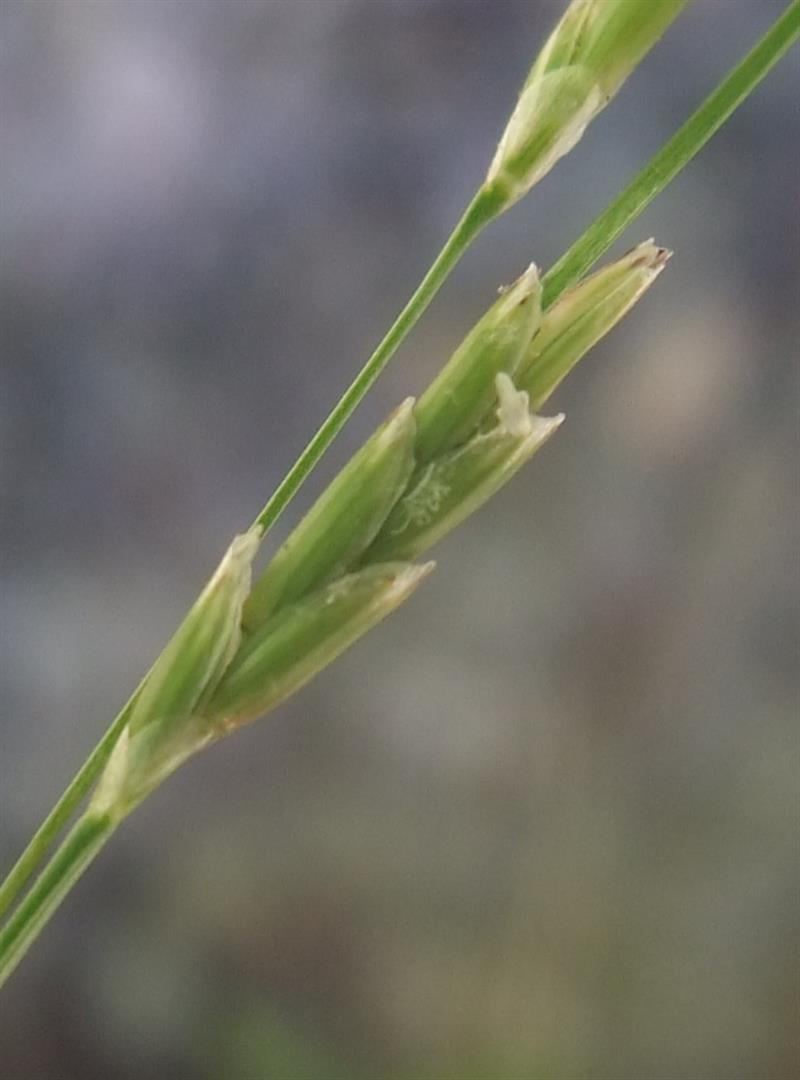
Aartje
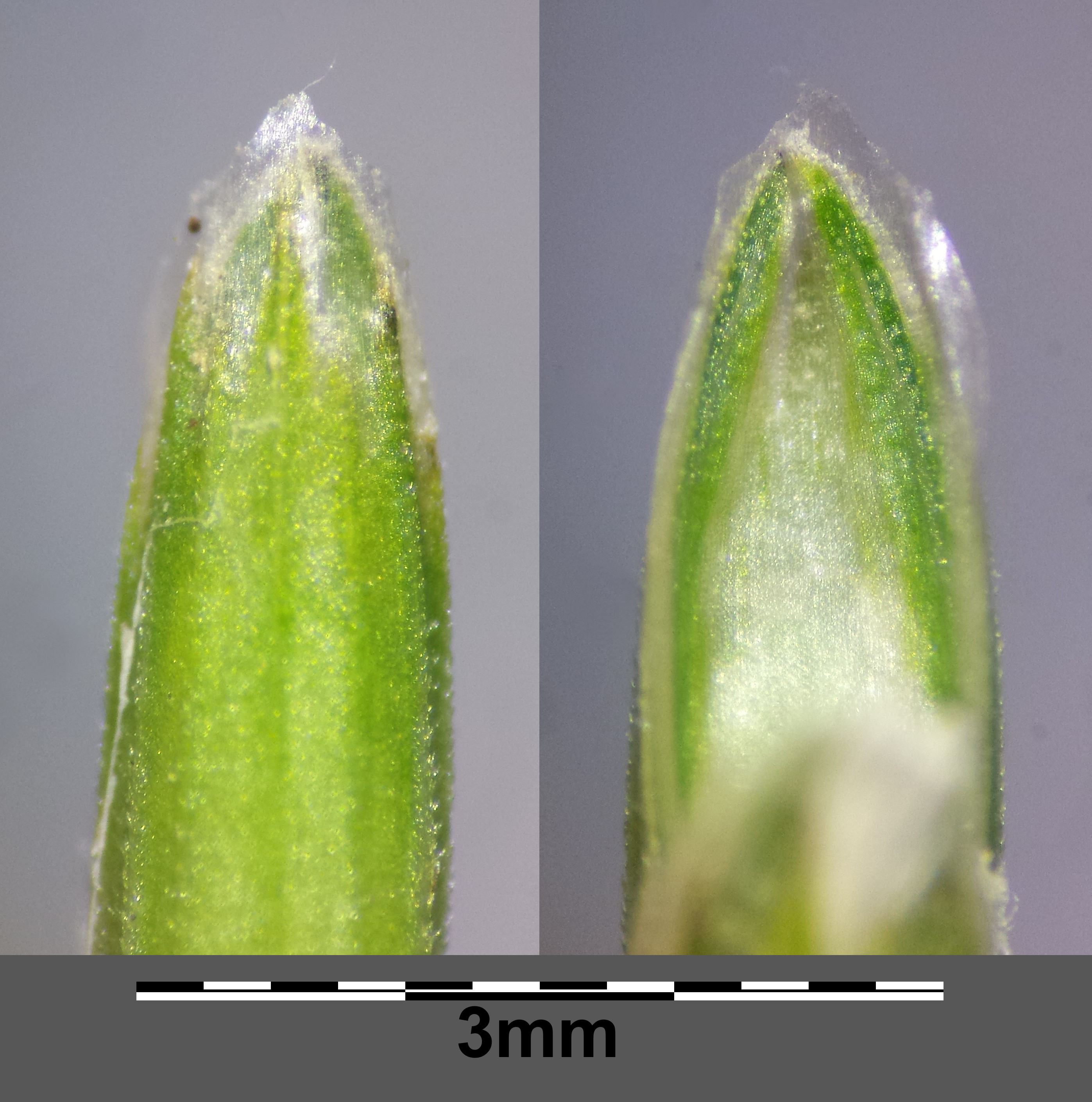
Onderste kroonkafjes